# Tonje Skinnarland
Tonje Skinnarland (Noruega, 21 de diciembre de 1967) es la Jefa del Estado Mayor de la Fuerza Aérea de Noruega. Es la primera mujer que asume este cargo en la historia del país. Fue nombrada el 27 de enero de 2017. Skinnarland ocupaba el cargo de manera interina desde octubre de 2016 tras la muerte del general Per-Egil Rygg su predecesor.
Se formó en la Escuela de Defensa Nacional y ha servido hace más de 30 años en el ejército noruego, aunque nunca como piloto. Fue promovida a general de división aérea a los 49 años. Entre otras responsabilidades de 2014 a mayo de 2015 fue adjunta en el Ministerio de Defensa en el Departamento de Política de Seguridad.